# Хруставка Олег Романович
Олег Романович Хруставка (нар. 20 квітня 1998, Чортків, Тернопільська область) — український футболіст, захисник клубу «Нива» (Тернопіль).

## Життєпис
Вихованець клубу «Чортків-Педліцей», у складі якого з 2013 по 2015 рік виступав у ДЮФЛУ. Дорослу футбольну кар'єру розпочав у сезоні 2014/15 років виступами за команду «ДЮСШ-Чортків» у чемпіонаті Тернопільської області. У 2015 році виїхав до Польщі, де виступав за один з нижчолігових клубів. У 2018 році повернувся до України, де грав за «Кристал» (Чортків) у чемпіонаті Тернопільської області та аматорському чемпіонаті України.
Напередодні старту сезону 2018/19 років перебрався в «Ниву». У футболці тернопільського клубу дебютував 18 липня 2018 року в програному (1:2) виїзному поєдинку першого кваліфікаційного раунду кубку України проти «Вікторії» (Миколаївка). Олег вийшов на поле на 37-ій хвилині, замінивши Анатолія Чорномаза. 
У Другій лізі України дебютував за «Ниву» 22 липня 2018 року в нічийному (1:1) виїзному поєдинку 1-го туру групи А проти вінницької «Ниви». Олег вийшов на поле в стартовому складі та відіграв увесь матч. Дебютним голом у професіональному футболі відзначився 23 листопада 2019 року на 60-ій хвилині переможного (1:0) домашнього поєдинку 22-го туру групи А Другої ліги проти київської «Оболоні-2». Хруставка вийшов на поле в стартовому складі та відіграв увесь матч. За підсумками сезону 2019/20 років допоміг «Ниві» виграти групу А Другої ліги та підвищитися в класі. 
У Першій лізі України дебютував 21 жовтня 2020 року в програному (1:2) виїзному поєдинку 8-го туру проти франківського «Прикарпаття». Олег вийшов на поле в стартовому складі та відіграв увесь матч. Дебютним голом у Першій лізі відзначився 10 листопада 2020 року на 38-ій хвилині переможного (1:0) виїзного поєдинку 12-го туру проти житомирського «Полісся». Хруставка вийшов на поле в стартовому складі та відіграв увесь матч.

## Досягнення
«Нива» (Тернопіль)
 Друга ліга України
 Чемпіон (1)2019/20 (група «А»)